# Indianapolis 500 1931

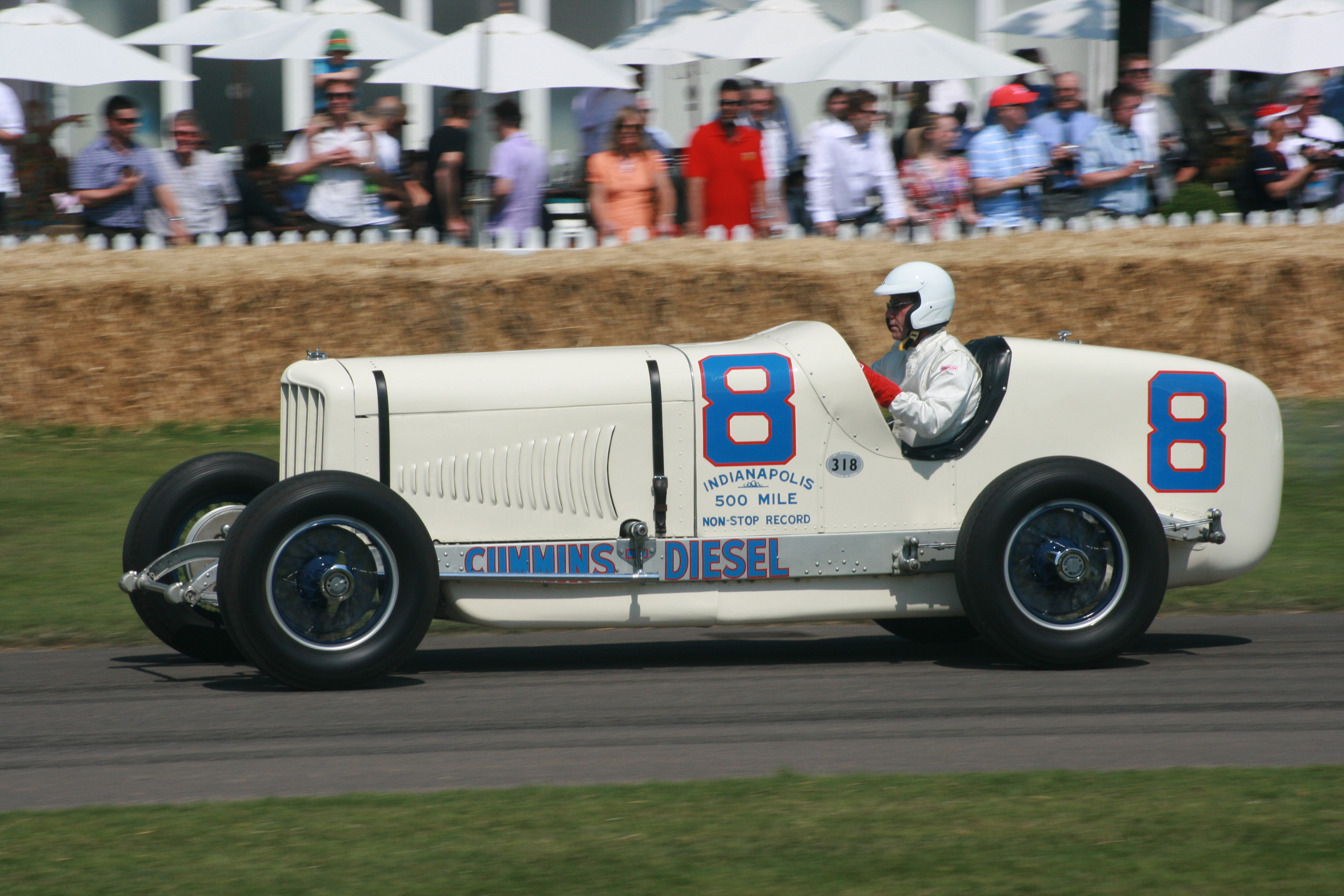
Duesenberg mit Cummins-Diesel-Motor, Einsatzwagen von Dave Evans

Das 19. Indianapolis 500 (offiziell 19th 500 Mile International Sweepstakes Race) auf dem Indianapolis Motor Speedway fand am 30. Mai 1931 statt.

## Hintergrund
Das Rennen ging über eine Distanz von 200 Runden à 4,023 km, was einer Gesamtdistanz von 804,672 km entspricht. Aus der Pole-Position startete Russell Snowberger mit einer Vierrunden-Durchschnittszeit von 5:19.16 Min. oder 112,796 mph mph (181,528 km/h). Das Rennen war der erste Lauf zur AAA-Saison 1931.
Der Rennstart war auf 10:00 Uhr Lokalzeit angesetzt, musste aber wegen Regen auf 12:00 Uhr verschoben werden.

## Rennen
Der Vorjahressieger Billy Arnold startete vom 18. Platz aus ins Rennen. Er überholte in den ersten sieben Runden 17 Konkurrenten und er ging in Führung. In der 33. Runde begann es zu regnen. Die gelben Flaggen kamen heraus für 28 Runden. Ab der 61. Runde war wieder grün und die Autos nahmen Renngeschwindigkeit auf. Nur wenige Runden später gab es die nächste Gelbphase wegen Wilbur Shaw. In der dritten Kurve der Oval-Rennstrecke flog Shaw über die Außenmauer und dahinter eine Böschung hinunter. Mit viel Glück wurde Shaw bei diesem Unfall nicht verletzt. Die Gelbphase verlängerte sich, da es wieder zu regnen begann. In Runde 70 konnte das Rennen wieder aufgenommen werden und es führte weiterhin Arnold vor Ralph Hepburn und Tony Gulotta.
In der 162. Runde drehte sich der führende Arnold. Er verlor ein Rad und das Auto von Luther Johnson traf den Wagen von Arnold, dieser prallte an die Außenmauer und fing Feuer. Das abgefallene Rad traf einen Knaben tödlich der außerhalb der Rennstrecke am Spielen war und nichts mit dem Rennen zu tun hatte. Das Auto von Johnson überschlug sich, er trug aber keine ernsthaften Verletzungen von diesem Unfall davon. Arnold erlitt einen Beckenbruch und sein Beifahrer brach sich die Schulter.
Louis Schneider übernahm die Spitze nach dem Ausfall von Arnold. In der 170. Runde schloss der zweitplatzierte Bill Cummings zum Führenden auf. Im Kampf um die Führung prallte Cummings in die Mauer, Schneider lag danach unangefochten an der Spitze und gewann mit über 43 Sekunden Vorsprung auf Fred Frame. Hepburn komplettierte die ersten drei Plätze.

## Ergebnisse

### Startaufstellung
| Reihe | Innen           | Mitte            | Außen               |
| ----- | --------------- | ---------------- | ------------------- |
| 1     | Russ Snowberger | Bill Cummings    | Paul Bost           |
| 2     | Deacon Litz     | Ernie Triplett   | Babe Stapp          |
| 3     | Speed Gardner   | Fred Frame       | Stubby Stubblefield |
| 4     | Ralph Hepburn   | Phil Pardee      | Luther Johnson      |
| 5     | Louis Schneider | Cliff Bergere    | Chet Miller         |
| 6     | Joe Russo       | Dave Evans       | Billy Arnold        |
| 7     | Tony Gulotta    | Jimmy Gleason    | Francis Quinn       |
| 8     | Frank Farmer    | Phil Shafer      | John Boling         |
| 9     | Louis Meyer     | Shorty Cantlon   | Frank Brisko        |
| 10    | Freddy Winnai   | Leon Duray       | George Howie        |
| 11    | Al Aspen        | George Wingerter | Harry Butcher       |
| 12    | Gene Haustein   | Myron Stevens    | Billy Winn          |
| 13    | Sam Ross        | Lou Moore        | Herman Schurch      |
| 14    | Joe Huff        |                  |                     |

### Schlussklassement
| Pos. | Nr. | Name                                                                                    | Chassis         | Motor       | Zeit/Rückstand             | Qualifikation ø 4 Rd. mph | Start |
| ---- | --- | --------------------------------------------------------------------------------------- | --------------- | ----------- | -------------------------- | ------------------------- | ----- |
| 1    | 23  | Louis Schneider                                                                         | Stevens         | Miller      | 5:10:27.93 Std. 96,629 mph | 107,210                   | 13    |
| 2    | 34  | Fred Frame                                                                              | Duesenberg      | Duesenberg  | 43,19 Sek.                 | 109,273                   | 8     |
| 3    | 19  | Ralph Hepburn abgelöst Pete Kreis Rd. 90 – 143                                          | Miller          | Miller      | 200                        | 107,933                   | 10    |
| 4    | 21  | Myron Stevens (R) abgelöst Louis Meyer Rd. 73 – 200                                     | Stevens         | Miller      | 200                        | 107,463                   | 35    |
| 5    | 4   | Russ Snowberger                                                                         | Snowberger      | Studebaker  | 200                        | 112,796                   | 1     |
| 6    | 33  | Jimmy Gleason abgelöst Wilbur Shaw Rd. 118 – 169                                        | Duesenberg      | Duesenberg  | 200                        | 111,400                   | 20    |
| 7    | 25  | Ernie Triplett                                                                          | Duesenberg      | Duesenberg  | 200                        | 111,034                   | 5     |
| 8    | 36  | Stubby Stubblefield (R)                                                                 | Willys-Knight   | Miller      | 200                        | 108,797                   | 9     |
| 9    | 28  | Cliff Bergere                                                                           | Reo             | Reo         | 200                        | 106,781                   | 14    |
| 10   | 27  | Chet Miller abgelöst Bryan Saulpaugh Rd. 104 – 152                                      | Hudson          | Hudson      | 200                        | 106,185                   | 15    |
| 11   | 44  | George Howie (R) abgelöst L.L. Corum Rd. 86 – 112 abgelöst Herman Schurch Rd. 113 – 200 | Dodge           | Chrysler    | 200                        | 102,844                   | 30    |
| 12   | 12  | Phil Shafer                                                                             | Rigling         | Buick       | 200                        | 105,103                   | 23    |
| 13   | 8   | Dave Evans                                                                              | Duesenberg      | Cummins     | 200                        | 96,871                    | 17    |
| 14   | 72  | Al Aspen (R) abgelöst Bill Denver Rd. 112 – 161                                         | Duesenberg      | Duesenberg  | 200                        | 102,509                   | 31    |
| 15   | 59  | Sam Ross                                                                                | Rigling         | Miller      | 200                        | 104,642                   | 37    |
| 16   | 69  | Joe Huff abgelöst Speed Gardner Rd. 117 – 148                                           | Cooper          | Miller      | 180                        | 102,386                   | 40    |
| 17   | 5   | Deacon Litz abgelöst Bill Cummings Rd. 94 – 177                                         | Duesenberg      | Duesenberg  | 177 (Unfall)               | 111,531                   | 4     |
| 18   | 37  | Tony Gulotta                                                                            | Rigling         | Studebaker  | 167 (Unfall)               | 111,725                   | 19    |
| 19   | 1   | Billy Arnold (W)                                                                        | Summers         | Miller      | 162 (Unfall)               | 116,080                   | 18    |
| 20   | 57  | Luther Johnson (R)                                                                      | Studebaker      | Studebaker  | 156 (Unfall)               | 107,652                   | 12    |
| 21   | 55  | Billy Winn (R) abgelöst James Patterson Rd. 55 – 121                                    | Rigling         | Clemons     | 138                        | 105,405                   | 36    |
| 22   | 16  | Frank Brisko                                                                            | Stevens         | Miller      | 138 (Lenkung)              | 106,286                   | 27    |
| 23   | 26  | Gene Haustein (R)                                                                       | Ford T          | Fronty-Ford | 117 (loses Rad)            | 108,395                   | 34    |
| 24   | 41  | Joe Russo (R)                                                                           | Rigling         | Duesenberg  | 109 (Ölleck)               | 104,822                   | 16    |
| 25   | 17  | Speed Gardner abgelöst Wesley Crawford Rd. 58 – 107                                     | Miller          | Miller      | 107 (Defekt)               | 109,820                   | 7     |
| 26   | 14  | Lou Moore                                                                               | Miller          | Miller      | 103 (Differenzial)         | 103,725                   | 38    |
| 27   | 2   | Shorty Cantlon                                                                          | Miller          | Miller      | 88 (Lenkung)               | 110,372                   | 26    |
| 28   | 3   | Bill Cummings                                                                           | Cooper          | Miller      | 70 (Ölleck)                | 112,563                   | 2     |
| 29   | 24  | Freddie Winnai                                                                          | Stevens         | Miller      | 60 (Unfall)                | 105,899                   | 28    |
| 30   | 32  | Phil Pardee (R) abgelöst Wilbur Shaw Rd. 27 – 60                                        | Duesenberg      | Duesenberg  | 60 (Unfall)                | 107,772                   | 11    |
| 31   | 31  | Paul Bost (R)                                                                           | Cooper          | Miller      | 35 (Kurbelwelle)           | 112,125                   | 3     |
| 32   | 35  | Frank Farmer                                                                            | Willys-Knight   | Miller      | 32 (Lenkung)               | 108,303                   | 22    |
| 33   | 58  | George Wingerter (R)                                                                    | Duesenberg      | Duesenberg  | 29 (Defekt)                | 100,139                   | 32    |
| 34   | 7   | Louis Meyer (W)                                                                         | Stevens         | Miller      | 28 (Ölleck)                | 113,953                   | 25    |
| 35   | 39  | Babe Stapp                                                                              | Rigling         | Duesenberg  | 9 (Ölleck)                 | 110,125                   | 6     |
| 36   | 48  | John Boling                                                                             | M&B             | M&B         | 7 (Lenkung)                | 102,860                   | 24    |
| 37   | 54  | Leon Duray                                                                              | Stevens/Whippet | Duray       | 6 (Kühlung)                | 103,134                   | 29    |
| 38   | 49  | Harry Butcher                                                                           | Buick           | Buick       | 6 (Unfall)                 | 99,343                    | 33    |
| 39   | 10  | Herman Schurch                                                                          | Rigling         | Clemons     | 5 (Kraftübertragung)       | 102,845                   | 39    |
| 40   | 67  | Francis Quinn (R)                                                                       | Miller          | Ford A      | 3 (Aufhängung)             | 111,321                   | 21    |

(W)=früherer Gewinner / (R)=Rookie / alle Starter auf Firestone-Reifen

### Führungsrunden
| Fahrer          | Anzahl |
| --------------- | ------ |
| Billi Anrold    | 155    |
| Louis Schneider | 39     |
| Bill Cummings   | 4      |
| Paul Bost       | 2      |